# Flemingia procumbens
Flemingia procumbens är en ärtväxtart som beskrevs av William Roxburgh. Flemingia procumbens ingår i släktet Flemingia och familjen ärtväxter. Inga underarter finns listade i Catalogue of Life.